# Безмятежненська сільська рада
Безмятежненська сільська́ ра́да — адміністративно-територіальна одиниця та орган місцевого самоврядування в Шевченківському районі Харківської області. Адміністративний центр — село Безмятежне.

## Загальні відомості
Безмятежненська сільська рада утворена в 1920 році.
- Територія ради: 92,61 км²
- Населення ради: 1 249 осіб (станом на 2001 рік)
- Територією ради протікає річка Волоська Балаклійка.

## Населені пункти
Сільській раді були підпорядковані населені пункти:
- с. Безмятежне
- с. Кравцівка
- с. Миропілля
- с. Полтава
- с. Станіславка
- с. Старий Чизвик

## Склад ради
Рада складалася з 14 депутатів та голови.
- Голова ради: Буценко Олена Олександрівна
- Секретар ради: Шемет Світлана Валеріївна

### Керівний склад попередніх скликань
| Прізвище, ім'я, по батькові | Основні відомості                                                         | Дата обрання | Дата звільнення |
| --------------------------- | ------------------------------------------------------------------------- | ------------ | --------------- |
| Погребняк Людмила Андріївна | Сільський голова, 1949 року народження, член Партії регіонів              | 26.03.2006   | 31.10.2010      |
| Буценко Олена Олександрівна | Сільський голова, 1970 року народження, освіта вища, член Партії регіонів | 31.10.2010   |                 |

Примітка: таблиця складена за даними сайту Верховної Ради України

### Депутати
За результатами місцевих виборів 2010 року депутатами ради стали:

#### За суб'єктами висування
| Суб'єкт висування           | Кількість обраних депутатів | %    |
| --------------------------- | --------------------------- | ---- |
| Партія регіонів             | 9                           | 64,3 |
| Комуністична партія України | 5                           | 35,7 |

#### За округами
| № округу                    | Прізвище, ім'я, по батькові   | Дата визнання обраним | Освіта             | Партійна приналежність | Відомості про обраного депутата                           |
| --------------------------- | ----------------------------- | --------------------- | ------------------ | ---------------------- | --------------------------------------------------------- |
| Комуністична партія України |                               |                       |                    |                        |                                                           |
| 4                           | Шемет Світлана Валеріївна     | 03.11.2010            | вища               | позапартійна           | Безм'ятежненська загальноосвітня школа, вчитель           |
| 5                           | Романенко Надія Григорівна    | 03.11.2010            | середня спеціальна | позапартійна           | тимчасово не працює                                       |
| 8                           | Сисоєв Валерій Анатолійович   | 03.11.2010            | середня            | позапартійний          | Безмятежненський психоневрологічний інтернат, водій       |
| 9                           | Остахова Алла Володимирівна   | 03.11.2010            | середня спеціальна | позапартійна           | Безмятежненський психоневрологічний інтернат, медсестра   |
| 11                          | Стеценко Марія Іванівна       | 03.11.2010            | середня спеціальна | позапартійна           | Магазин «Млинки» с. Безм"ятежне, приватний підприємець    |
| Партія регіонів             |                               |                       |                    |                        |                                                           |
| 1                           | Затула Анатолій Васильович    | 03.11.2010            | середня            | член Партії регіонів   | тимчасово не працює                                       |
| 2                           | Гармаш Юлія Вікторівна        | 03.11.2010            | середня            | член Партії регіонів   | Відпустка по догляду за дитиною                           |
| 3                           | Назарова Олена Леонідівна     | 03.11.2010            | вища               | позапартійна           | Безм'ятежненська загальноосвітня школа, вчитель           |
| 6                           | Стеценко Олександр Сергійович | 03.11.2010            | середня спеціальна | позапартійний          | Магазин «Млинки» с. Безм"ятежне, приватний підприємець    |
| 7                           | Пономарьов Дмитро Сергійович  | 03.11.2010            | середня спеціальна | член Партії регіонів   | Безм"ятежненська сільська рада, землевпорядник            |
| 10                          | Шудравий Володимир Йосипович  | 03.11.2010            | середня спеціальна | позапартійний          | ФГ «Долина», фермер                                       |
| 12                          | Клапчук Надія Миколаївна      | 03.11.2010            | середня спеціальна | позапартійна           | Кравцівська сільська бібліотека, бібліотекар              |
| 13                          | Каралесов Сергій Дмитрович    | 03.11.2010            | середня            | позапартійний          | ТОВ «Кравцівка Агро», водій                               |
| 14                          | Демид Світлана Іванівна       | 03.11.2010            | середня            | позапартійна           | Шевченківський територіальний центр, соціальний працівник |